# 850
Cette page concerne l'année 850  du calendrier julien. Pour l'année 850 av. J.-C., voir 850 av. J.-C.
L'année 850 est une année commune qui commence un mercredi.

## Événements

### Asie
- Les Chola prennent Tanjore en Inde du Sud. Le roi Vijayalaya Chola (en) (850-871) se révolte contre les Pallava, prend Tanjore et y installe sa capitale[1].

### Proche-Orient
- Décret discriminatoire du calife Jafar al-Mutawakkil envers les chrétiens et les Juifs[2] : les chrétiens doivent porter des vêtements distincts des musulmans (voile jaune), leurs maisons sont marquées de figures de démons sculptées, les emplois administratifs et les écoles élémentaires musulmanes leur sont interdits, ils ne peuvent pas posséder de domestiques.

### Europe
- 14 janvier : Gauzbert, descendant de Rorgon, l'un des plus puissants fidèles de Charles le Chauve, devenu comte du Maine, donne à l'abbé de Saint-Florent deux manses et demi de terre, avec les serfs qui y sont installés, situés au lieu appelé Criptas, c'est-à-dire les Grottes à Saint-Hilaire (aujourd'hui Saint-Florent-le-Vieil), qu'il avait reçu du roi, ainsi que d'autres biens, en échange de la villa Nimiacum[3].
- 1er février : début du règne d'Ordoño Ier roi des Asturies à la mort de son père Ramire Ier (fin en 866)[4].
- 18 avril : le prêtre Perfecto est décapité à Cordoue pour blasphème[5]. Début de la révolte des communautés mozarabes de Cordoue (850-859) et de Bobastro (850-928)[6], dirigée par Euloge et Alvaro refusant toute compromission avec l'Islam (fin en 859).
- 27 mai : création de l'abbaye de Villeloin par une charte de Charles le Chauve[7].
- Juin : 
  - Charles le Chauve tient un plaid général à Verberie. Il reçoit des ambassadeurs de deux ducs vascons de Navarre qui demandent la paix[8].
  - Exécution pour trahison à Barcelone de Guillaume, fils de Bernard de Septimanie par Aleran de Troyes, qui devient comte de Barcelone pour Charles le Chauve (entre février et juin)[9]. Le frère de Guillaume, Bernard Plantevelue deviendra marquis de Septimanie et comte d’Auvergne.
- Été : Charles le Chauve avance avec une armée vers la Bretagne, et prend position dans les comtés de Nantes et de Rennes, villes qu'il dote de garnisons. Après son départ, le duc de Bretagne Nominoë, auquel s'est rallié Lambert, reprend les deux villes et détruit leurs murailles, puis attaque Le Mans qui se rend, abandonné par son comte Gauzbert[10].
- Hiver : Une flotte danoise considérable s’engage dans l’embouchure de la Tamise. Les équipages débarquent et pillent le pays, puis installent leurs quartiers d’hiver dans l’île de Thanet. Ils saccagent Canterbury et Londres[11].
- 2 décembre : Louis II, fils de Lothaire Ier, est sacré et couronné empereur par le pape Léon IV sans acclamation des Grands et commence son règne personnel[12]. Il ne quitte pas le royaume d'Italie et ne manifeste pas d’intérêt pour les affaires d’Europe du Nord. Il bénéficie du soutien de l’aristocratie et a de l’autorité, sauf peut-être à Spolète. Il s’entoure de conseillers puissants comme Joseph, évêque d'Ivrée, Angilbert, archevêque de Milan, Notting, évêque de Brescia et Everard de Frioul. Il contrôle les rouages du royaume et tente d’étendre son autorité dans le Sud. Il reconstruit ponts et palais et établit un contrôle politique plus strict. Il ne distribue pas beaucoup de terres à l’aristocratie mais fait des donations à de grands monastères comme Saint-Salvatore de Brescia et Saint-Clément de Casauria. Il occupe l’aristocratie en lui faisant faire la guerre.
- Décembre : synode de Pavie[13], qui dresse la liste des exactions commises en Italie par les brigands, les missi dominici, les laïcs et les clercs.

- Les Norvégiens de Ketill Flatnefr (en) prennent les Hébrides aux Pictes[14].
- Arrivée d'une importante flotte danoise qui dispute aux Vikings norvégiens le contrôle des côtes d'Irlande ; les Danois qui s'allient parfois avec les chefs irlandais, sont d'abord victorieux avant l'arrivée d'Olaf le Blanc en 853[15].
- Seconde mission d’Anschaire en Suède[16]. Il se rend de Hedeby à Birka par mer.
- Le roi suédois détrôné Anundr, soutenu par des Vikings danois, attaque Birka vers 850, mais est finalement repoussé[17].
- Dans la Vie de Saint Anschaire (v. 870-880), Rimbert nous dit que les Chori (habitants de la Courlande) auraient repoussé une attaque des Danois mais qu’un roi suédois, Olaf de Birka, aurait brûlé leur forteresse Seeburg et obtenu la soumission d’une autre de leurs places, Apulia (Apuole). Les Chori auraient payé tribut aux Suédois vers 850. Adam de Brême confirme les dires de Rimbert[18].
- Les Sarrasins pénètrent jusqu’à Arles[19].